# Мухаммад Дауд
Мухаммад Дауд (араб. محمد داوود‎‎; 1913—1972) — иорданский генерал и премьер-министр Иордании.
Когда эскалировал конфликт между Организацией освобождения Палестины и правительством Иордании (он вошёл в историю под названием «Чёрный сентябрь в Иордании»), король Хусейн 16 сентября ввёл военное положение и назначил бригадного генерала Мухаммада Дауда главой кабинета в составе армейских офицеров. Новое правительство немедленно приказало палестинским бойцам сложить оружие и покинуть страну.
Подал в отставку во время Первого внеочередного саммита Лиги арабских государств, на котором он представлял Иорданию, и попросил политического убежища у Египта. В результате был назначен советником президента Египта по иорданским делам.
Время правления Дауда длилось с 16 сентября 1970 по 26 сентября 1970 года. После этого он был заменён гражданским политиком Ахмадом Туканом.